# صمويل هور
السير  صمويل جون غورني هور  (24 فبراير 1880 - 7 مايو 1959) فيكونت تمبلوود وحامل وسام نجمة الهند ووسام الامبراطورية البريطانية ووسام القديس مايكل والقديس جورج وعضو مجلس الملكة الخاص، وأحد كبار سياسي حزب المحافظين البريطاني، الذي خدم في عدة مناصب وزارية في حكومات حزب المحافظين في عشرينيات وثلاثينيات القرن العشرين. شغل منصب وزير الدولة للطيران خلال معظم عشرينيات القرن العشرين، ولفترة وجيزة عام 1940، إلا أن منصبه الأكثر شهرة كان حينما تولى حقيبة وزير الدولة للشؤون الخارجية وشؤون الكومنولث عام 1935، عندما وقّع على اتفاقية هور-لافال مع رئيس وزراء فرنسا بيير لافال. شغل أيضًا منصب وزير الداخلية بين عامي 1937 - 1939، كما أصبح سفيرًا للمملكة المتحدة إلى إسبانيا من عام 1940 حتي عام 1944.

## روابط خارجية
- صمويل هور على موقع الموسوعة البريطانية (الإنجليزية)
- صمويل هور على موقع مونزينجر (الألمانية)
- صمويل هور على موقع إن إن دي بي (الإنجليزية)